# Cước chú
Cước chú là một đoạn chú thích đặt ở cuối trang trong một quyển sách hoặc văn bản. Đoạn chú thích đó có thể là nhận hoặc trích dẫn đến một tham khảo một phần đoạn văn bản. Cước chú thường được là một con số nằm phía trên sau đoạn văn bản mà nó muốn chú thích.
1 cho cước chú đầu tiên trong trang, 2 cho cước chú thứ 2, và tương tự.
Đôi khi cước chú được viết dưới dạng một con số nằm giữa cặp ngoặc vuông, như: [1]. Một số ký tự đặc biệt như dấu sao (*) hoặc dấu kiếm (†) cũng được dùng đánh dấu cước chú. Thứ tự thông thường của các ký hiệu là *, †, ‡, §, ‖, ¶. Trong các văn bản như thời khóa biểu, nhiều ký hiệu khác, cùng với chữ và số, cũng được dùng để chỉ đến các cước chú.

## Sử dụng trong học thuật
Cước chú được dùng để đưa ra một giải thích có thể gây mất tập trung cho người đọc. Hầu hết các hướng dẫn về văn phong (bao gồm MLA và APA) khuyến cáo hạn chế sử dụng cước chú. Tuy nhiên, các nhà xuất bản thường khuyến khích sử dụng cước chú thay cho tham khảo bằng dấu ngoặc. Bên cạnh cách dùng như chú thích, cước chú còn được dùng để cung cấp thêm những thông tin hoặc những giải thích lạc đề so với đoạn văn bản chính.
Ghi chú thường được sử dụng thay thế cho những lời giải thích, trích dẫn, nhận xét hoặc chú thích dài dòng có thể khiến người đọc mất tập trung. Hầu hết các hướng dẫn về phong cách văn học (bao gồm Hiệp hội Ngôn ngữ Hiện đại và Hiệp hội Tâm lý học Hoa Kỳ) đều khuyến nghị hạn chế sử dụng chú thích cuối trang và chú thích cuối sách. Tuy nhiên, nhà xuất bản thường khuyến khích tham khảo ghi chú thay vì cước chú trong ngoặc đơn. Ngoài việc sử dụng như một cách trích dẫn nguồn, các ghi chú còn được sử dụng để cung cấp thông tin bổ sung, trình độ chuyên môn hoặc giải thích có thể không phù hợp nếu đặt vào văn bản chính. Chú thích cuối trang (hay chú thích chân trang) được sử dụng nhiều trong các tổ chức học thuật để hỗ trợ các tuyên bố được đưa ra trong các bài tiểu luận học thuật về vô số chủ đề.
Đặc biệt, chú thích cuối trang là hình thức trích dẫn thông thường trong các tạp chí lịch sử. Điều này trước tiên là do thực tế là các tài liệu tham khảo quan trọng nhất thường là các nguồn lưu trữ hoặc các cuộc phỏng vấn không phù hợp với các định dạng tiêu chuẩn, và thứ hai là do các nhà sử học mong đợi thấy được bản chất chính xác của bằng chứng đang được sử dụng ở mỗi giai đoạn.